# Schieferstollen Wilhelmslust
Der Schieferstollen Wilhelmslust ist ein stillgelegtes Bergwerk für Schiefer in Mudersbach, Kirchen (Sieg), Landkreis Altenkirchen. Der Stollen wurde 1856 gehauen. Insgesamt wurden 80 m mit zwei großen Abbauhallen aufgefahren. Im Stollen wurde der Schiefer von den Bergleuten ohne schweres Gerät nur mit Hammer und Meißel abgebaut.
Die Stollenanlage wurde zwischen 2004 und 2006 für Besichtigungen (nach Voranmeldung) zugänglich gemacht.